# Aurélie Valognes
Pour les articles homonymes, voir Valognes (homonymie).
Aurélie Valognes, née en 1983 à Châtenay-Malabry, est une romancière française. Depuis 2016, elle fait régulièrement partie des dix auteurs les plus vendus en France.

## Biographie
Aurélie Valognes naît en 1983 à Châtenay-Malabry dans le département des Hauts-de-Seine dans une famille modeste : son père est peintre automobile et sa mère ATSEM. Elle passe sa jeunesse à Massy, commune voisine dans le département de l'Essonne,.
Après avoir démarré l'écriture à Milan en Italie, elle vit désormais à Dinard avec sa famille et a acheté en juillet 2024 l'ancienne maison de Jane Birkin à Lannilis.  
En juillet 2014, elle publie son premier roman, Mémé dans les orties : vendu à plus de 1 000 000 exemplaires, il est traduit dans plus de quinze pays (États-Unis, Royaume-Uni, Allemagne, Italie, Corée du Sud, Chine, Slovénie, etc.). Initialement publié en auto-édition, via la plateforme Amazon KDP, où il rencontre un premier succès, celui-ci, dans sa version éditée au Livre de poche devient l'un des succès d'édition de l'année 2016,. Sophie de Closets fait rentrer Aurélie Valognes aux éditions Fayard en 2017. En 2025, Aurélie Valognes rejoint les éditions JC Lattès pour son roman La Fugue. 
Elle publie ensuite un roman chaque année de 2016 à 2023, chacun de ses romans se classant dans les meilleures ventes de l'année de parution,. Au petit bonheur la chance fait partie des « Livres de l'Année 2018 » selon le magazine littéraire Lire.
Ses romans abordent des thèmes de société comme les transfuges de classe, l'échec scolaire, les droits des femmes, la solitude des personnes âgées et l'environnement.  
En mai 2022, elle s'associe à l'illustrateur François Ravard pour lancer la série jeunesse Clovis et Oups, publiée aux éditions Flammarion Jeunesse.

## Engagements

### Démocratisation de la lecture
Aurélie Valognes est engagée pour une plus grande lecture des livres, particulièrement par les plus jeunes. Elle est marraine de l'association « Silence on lit !» et se rend dans les écoles et les collèges pour promouvoir le plaisir de la lecture.

### Éducation des enfants
Avec d'autres auteurs, Aurélie Valognes participe à un recueil sur le thème de l’exil dans le cadre du prix UNICEF de littérature jeunesse 2018.

### Droits des femmes
Dans ses romans, Aurélie Valognes aborde également la question du féminisme : le droit à l'avortement dans Au petit bonheur la chance et la charge mentale dans En voiture, Simone. Elle signe également en février 2020 une tribune pour dénoncer les violences sexuelles et les comportements sexistes dans le milieu de l'édition.

## Œuvres

### Romans
- Mémé dans les orties, 2014, auto-édition[16] puis éditions Michel Lafon  (ISBN 978-2-253-08730-4)
- Nos adorables belles-filles, 2016, éditions Michel Lafon, renommé En voiture, Simone lors de sa parution au Livre de Poche en 2017  (ISBN 978-2-253-07056-6)
- Minute, Papillon !, 2017, éditions Fayard Mazarine  (ISBN 978-2-253-07317-8)
- Au petit bonheur la chance, 2018, éditions Fayard Mazarine  (ISBN 978-2-253-07430-4)
- La Cerise sur le gâteau, 2019, éditions Fayard Mazarine  (ISBN 978-2-253-10046-1)
- Né sous une bonne étoile, 2020, éditions Fayard Mazarine  (ISBN 978-2-86374-482-6)
- Le Tourbillon de la vie, 2021, éditions Fayard  (ISBN 978-2-253-10048-5)
- La Ritournelle, 2022, éditions Fayard
- L'Envol, 2023, éditions Fayard
- La Lignée, 2024, éditions Fayard
- La Fugue, 2025, édition JC Lattès

### Littérature jeunesse
- Le Loup qui préférait les carottes, 2020, éditions Michel Lafon  (ISBN 978-2-7499-4273-5)
- Clovis et Oups, éditions Flammarion Jeunesse
  - La Belle Vie, 2022
  - Marins d'eau douce, 2022
  - Le père Noël perd la boule, 2022
  - Sauve qui peut, 2023

### Nouvelle
- Le Marchand de bonheur, dans l'anthologie À peine entré dans la librairie… La Griffe noire, 30 ans, Paris, Télémaque, 06/2018, p. 305-315.  (ISBN 978-2-7533-0357-7)

### Participation à un ouvrage collectif
- L’Enfance, c’est… / par 120 auteurs ; textes illustrés par Jack Koch ; (préf. Aurélie Valognes), Paris, Le Livre de poche, novembre 2020.  (ISBN 978-2-253-08202-6)